# Arne Nevanlinna

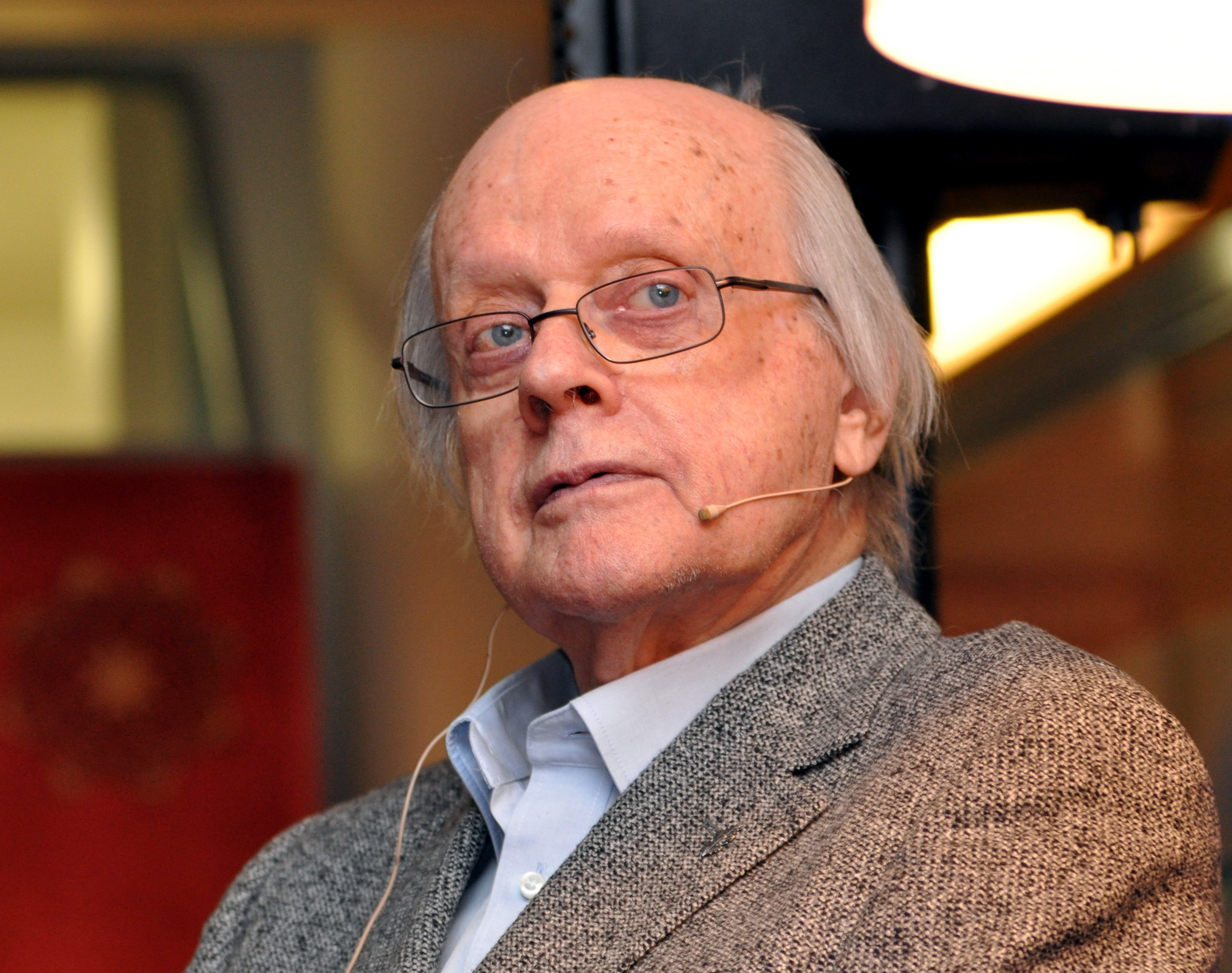
Arne Nevanlinna (2009)

Arne Edvard Nevanlinna (* 5. Juni 1925 in Helsinki, Finnland; † 7. August 2016 ebenda) war ein finnischer Architekt, Hochschullehrer und Schriftsteller.

## Leben
Arne Nevanlinna wurde 1925 als drittes Kind des Mathematikers Rolf Nevanlinna in Helsinki geboren. Nach seinem Schulabschluss trat Arne Nevanlinna 1943 als Unteroffiziersanwärter in einer Aufklärungseinheit in den Lapplandkrieg ein. Mit Ende des Krieges begann er 1945 ein Architekturstudium, wobei er sich gegen Bauingenieurwesen entschied. Er studierte bei J.S. Sirénille und wurde 1952 Architekt. Ein eigenes Architekturbüro eröffnete er 1962. Parallel zu seiner Architektenarbeit, die ihm einige Auszeichnungen einbrachte, arbeitete er von 1965 bis 1968 als Assistent der Assistenzprofessur für Wohndesign an der Technischen Universität Helsinki. Eine Gastprofessur hatte er 1979 an der University of Nairobi inne, bevor er 1984 Direktor des Masterstudienganges für Architektur an seiner TU Helsinki wurde. Als Professor wurde er 1986 berufen. Eine weitere Gastprofessur für Architektur hatte er 1990 an der Washington University in St. Louis inne.
Seit 1992 war Nevanlinna als Autor fiktionaler Texte tätig. Mit Marie gab er 2008 sein Romandebüt. Für das Buch erhielt er noch im selben Jahr eine Nominierung für den Finlandia-Preis und wurde mit der Danke-für-das-Buch-Medaille ausgezeichnet. Bastei Lübbe sicherte sich 2011 die Buchrechte und verlegte es unter dem gleichnamigen Titel nach einer Übersetzung von Angela Plöger.

## Werke (Auswahl)
Architekturbücher
- Teoreettinen tarkastelu suunnittelusta rationaalisena toimintana (1972)
- Introduction to the history of Finnish architecture (1986)
- Architecture beyond architecture. Experimental institutional design projects. Ethiopia, Sri Lanka, Tanzania, Zambia (1992)
- Isän maa. Sukukertomuksia kolmekymmentäluvun Suomesta (1994)
- Meidän sota. Muistiinpanoja nuoren miehen retkistä Suomessa, Venäjänmaalla ja vähän Ruotsissakin vuosina 1943–45 (1995)
- Illuusio arkkitehtuurista. Ajatuksia arvoista, vallasta ja arvovallasta (1996)
- Valistuksen paikka. Noin kaksi vuosikymmentä muodon vuoksi (1996)
- Isoisän maat. Ajan kuvia (1998)
- Fasadin henki, eli, Arkkitehtuurisanastoa ujoille (2001)
- Harharetkiä Helsingissä (2001)
- Sanos muuta. Lyhytproosaa kahdelta vuosituhannelta (2003)

Romane
- Marie (2008)
  - Marie, Lübbe, Köln 2011 (Übersetzt aus Finnisch von Angela Plöger), ISBN 978-3-7857-2427-9; als Taschenbuch 17010 bei Bastei Lübbe, Köln 2014: ISBN 978-3-404-17010-4.
- Hjalmar (2010)
- Varma (2012)
- Arne (2014)
- Pako (2016)

## Auszeichnungen (Auswahl)
- Danke-für-das-Buch-Medaille 2009 für „Marie“